# Cuauhtémoc Cárdenas

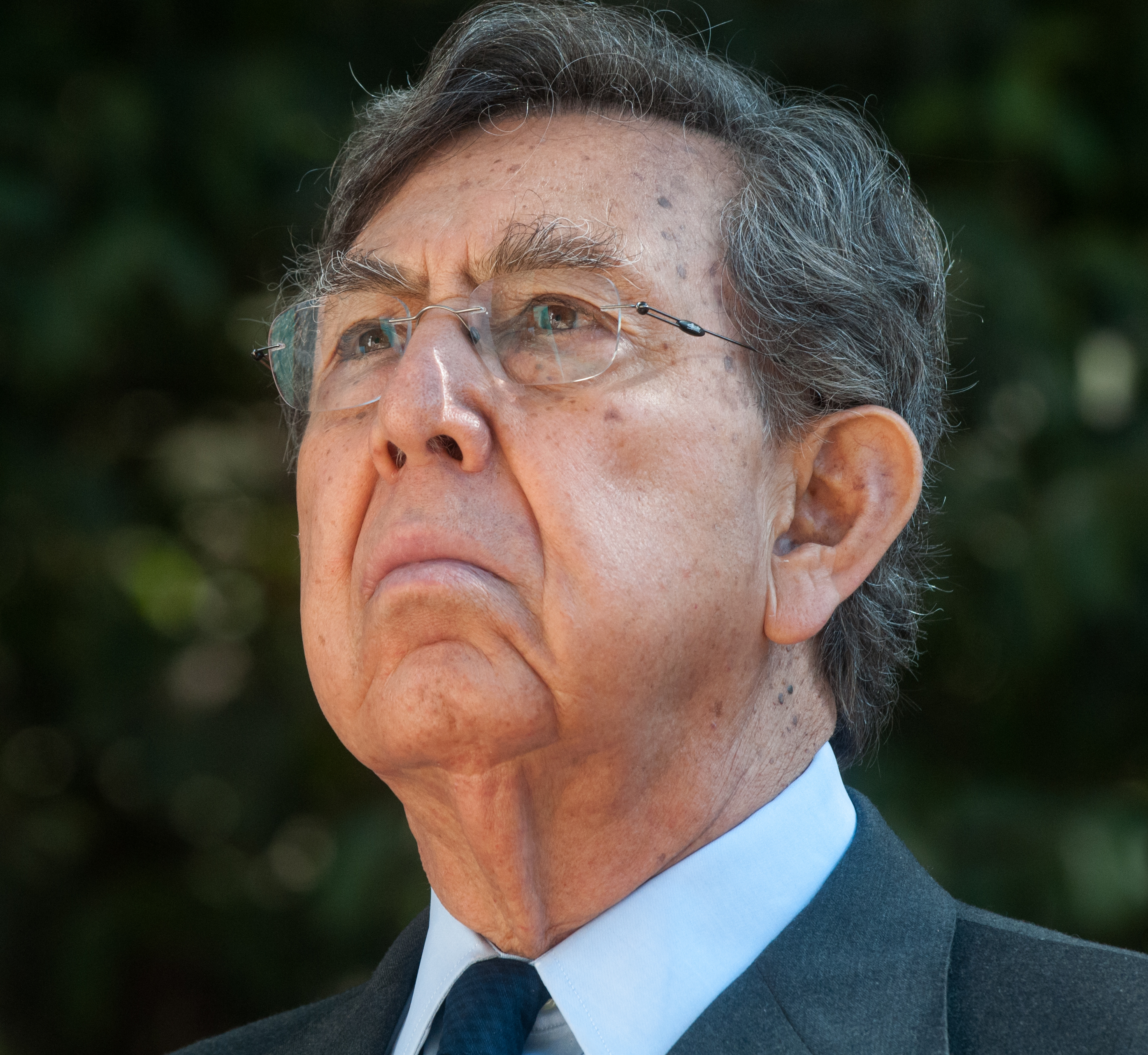
Cuauhtémoc Cárdenas, 2013.

Cuauhtémoc Cárdenas Solórzano, född 1 maj 1934 i Mexico City, är en mexikansk socialdemokratisk politiker. Han var 1989 med och bildade det socialistiska partiet Partido de la Revolución Democrática och var dess ledare fram till 1993. Han är också hedersordförande i Socialistinternationalen.
I september 2020 meddelades det att han hade smittats av Covid-19.